# Nicolas Limbach
Nicolas Limbach (Eupen, 29 dicembre 1985) è uno schermidore tedesco, vincitore di una medaglia d'oro, due argenti e una di bronzo ai campionati mondiali di scherma.

## Palmarès
- Mondiali

San Pietroburgo 2007: bronzo nella sciabola individuale.
Antalia 2009: oro nella sciabola individuale.
Parigi 2010: argento nella sciabola individuale.
Catania 2011: argento nella sciabola individuale.
Mosca 2015: bronzo nella sciabola a squadre.
- Europei

Kiev 2008: bronzo nella sciabola individuale.
Lipsia 2010: argento nella sciabola individuale e bronzo nella sciabola a squadre.
Sheffield 2011: argento nella sciabola a squadre.
Legnano 2012: bronzo nella sciabola a squadre.